# Brennpunkt (Geometrie)

Brennpunkteigenschaften einer Ellipse

Verschiedene geometrische Kurven, insbesondere Kegelschnitte, besitzen Brennpunkte. Unter anderem anhand der Lage dieser Brennpunkte lassen sich diese Kurven beschreiben.

## Ellipse
So ist eine Ellipse die Menge der Punkte, die von zwei Brennpunkten eine bestimmte Abstandssumme aufweisen, zumeist als {\displaystyle 2a} bezeichnet. Der Abstand eines der beiden Brennpunkte zum Mittelpunkt der Ellipse, gewöhnlich mit e gekennzeichnet, wird lineare Exzentrizität genannt.
Die Verbindungsgeraden von einem Punkt auf der Ellipse zu den zwei Brennpunkten liegen spiegelbildlich zur Normalen zur Ellipse in diesem Punkt. Das erklärt, dass sich Lichtstrahlen, die von einem Brennpunkt der (extrudierten, reflektierenden) Ellipse ausgehen, im anderen Brennpunkt wieder sammeln.

## Hyperbel
Auch eine Hyperbel besitzt zwei Brennpunkte; in diesem Falle ist für jeden Punkt der Hyperbel die Abstandsdifferenz von diesen Punkten konstant. Zweischalige Hyperboloide können Licht nicht wie Rotationsparaboloide oder verlängerte Rotationsellipsoide bündeln, jedoch wird Licht, das vom inneren Brennpunkt ausgeht, in der Hyperboloidschale so reflektiert, als ob es vom äußeren Brennpunkt ausginge. Außerdem treten in Interferenzmustern Hyperbeln als Folge der Überlagerung von Kreiswellen auf, deren Quellen in den Brennpunkten der Hyperbeläste liegen. 
Die Abstandsdifferenz der beiden in den Brennpunkten liegenden kohärenten Lichtquellen zu einer Hyperbel der Lichtverstärkung ist hierbei {\displaystyle n\cdot \lambda } ({\displaystyle n} - natürliche Zahl f. jede Hyperbel, {\displaystyle \lambda } - Wellenlänge).

## Parabel
Eine Parabel hat nur einen Brennpunkt. Sie lässt sich als Grenzfall einer Ellipse deuten: Einer von deren zwei Brennpunkten ist ins Unendliche gerückt. Der Brennpunkt einer Parabel mit Gleichung {\displaystyle y=ax^{2}} (Scheitelpunkt im Ursprung) hat die Koordinaten {\displaystyle \left(0\left|{\frac {1}{4a}}\right.\right)}. Die Konzentration paralleler Strahlen in einem Punkt im Parabelbrennpunkt des Paraboloids bzw. das Erzeugen paralleler Strahlung aus einer Punktquelle wird beim Parabolspiegel genutzt.

## Kreis
Der Kreis kann als weiterer Grenzfall einer Ellipse aufgefasst werden, bei dem die beiden Brennpunkte (im Kreismittelpunkt) zusammenfallen.